# Kamjanka (Bug)
.
Die Kamjanka (ukrainisch Кам'янка) ist ein kleiner linker Zufluss des Bug in der Ukraine.

## Geografie
Der 38 km lange Fluss entspringt bei Kolodenzi (Колоденці) südwestlich der Kleinstadt Kamjanka-Buska (ukrainisch Кам'янка-Бузька) in der Oblast Lwiw. Er fließt in nordöstlicher Richtung ab bis zur Mündung in den Bug in Kamjanka-Buska.